# Acanthognathus laevigatus
Acanthognathus laevigatus este o specie de furnici aparținând genului Acanthognathus. Descrisă în 2009 de Galvis & Fernández, specia este originară din Columbia.